# SoftBank 202F
ARROWS A 202F（アローズ エース ニーマルニエフ）は、富士通モバイルコミュニケーションズによって開発された、ソフトバンクモバイルの第3.9世代移動通信システム（SoftBank 4G）端末である。SoftBank スマートフォンシリーズのひとつ。OSはAndroid 4.2を搭載している。

## 概要
201Fの後継機種で、ワンセグ放送に加えフルハイビジョンのフルセグ放送の受信に対応している。ただし、フルセグ放送の録画には対応していない。
バッテリー容量は3020mAh。なお、バッテリーの取り外しは不可である。
キャッチコピーは、「充電なしで2日以上 “超”長持ちスマートフォン」。

## その他機能
| 主な対応サービス       | 主な対応サービス   | 主な対応サービス             | 主な対応サービス      |
| ---------------------- | ------------------ | ---------------------------- | --------------------- |
| タッチパネル           | FHD液晶 5.0インチ  | フルブラウザ                 | SoftBank 4G           |
| バッテリー容量 3020mAh | テザリング         | WiFi                         | GPS                   |
| 1310万画素カメラ       | ワンセグ／フルセグ | デジタルオーディオプレーヤー | おサイフケータイ／NFC |
| Bluetooth              | 赤外線通信         | 緊急速報メール               | 防水／防塵            |

## 歴史
- 2013年5月7日 - ソフトバンクモバイルより発表。
- 2013年6月28日 - 発売開始。
- 2017年3月31日 - アップデートの配信が停止され、ユーザーによる端末単体でのアップデートが実行できなくなる。もし4月1日以降にアップデートを希望する場合はSoftBankの店頭に端末を預け、メーカーの修理拠点でアップデートを適用してもらう形になる為持ち込み修理扱いになるが無償で対応する（損傷などがある場合別途有償になる可能性あり）[3]。